# Kelapa Gading (Dżakarta Północna)
Kelapa Gading – dzielnica Dżakarty Północnej. 

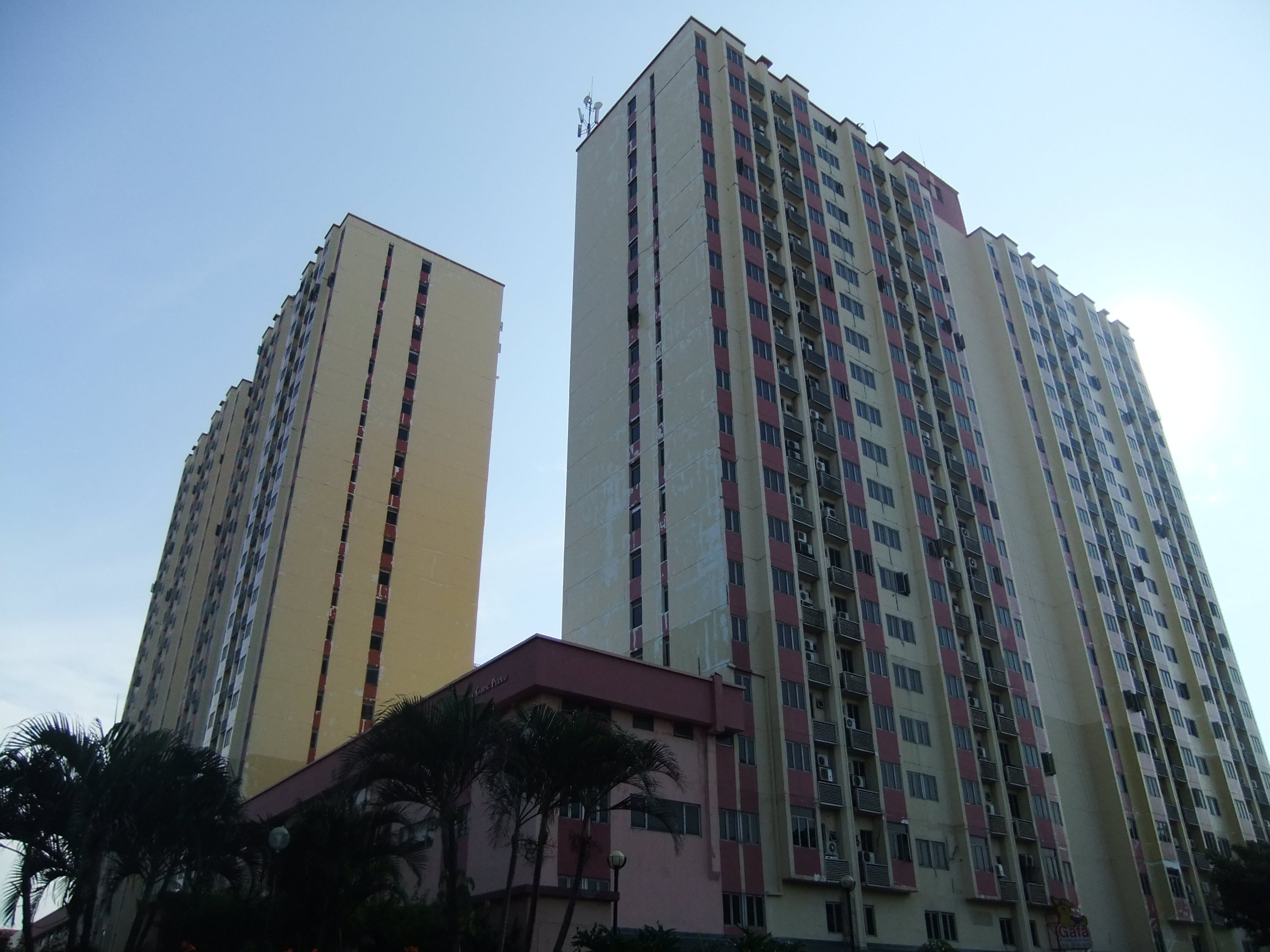
Wieżowce mieszkalne w Kelapa Gading

## Podział
W skład dzielnicy wchodzą trzy gminy (kelurahan):
- Kelapa Gading Barat – kod pocztowy 14240
- Kelapa Gading Timur – kod pocztowy 14240
- Pegangsaan Dua – kod pocztowy 14250